# Get What You Deserve
Get What You Deserve är det tyska thrash metal-bandet Sodoms sjätte studioalbum, utgivet i januari 1994 på Steamhammer på CD och vinyl.
Albumet var Sodoms sista studioalbum med gitarristen Andy Brings och det första med trummisen Guido "Atomic Steif" Richter.
Get What You Deserve innehöll betydligt fler punkinfluenser än brukligt för bandet.

## Låtlista
1. "Get What You Deserve" – 3:44
2. "Jabba the Hut" – 2:29
3. "Jesus Screamer" – 1:41
4. "Delight in Slaying" – 2:39
5. "Die stumme Ursel" – 3:46
6. "Freaks of Nature" – 2:06
7. "Eat Me" – 3:21
8. "Unbury the Hatchet" – 2:28
9. "Into Perdition" – 2:45
10. "Sodomized" – 2:43
11. "Fellows in Misery" – 2:17
12. "Tribute to Moby Dick" (instrumental) – 4:21
13. "Silence Is Consent" – 2:29
14. "Erwachet!" – 2:16
15. "Gomorrah" – 2:18
16. "Angel Dust" (Venom-cover) – 2:39

## Medverkande
Musiker
- Tom Angelripper – sång, basgitarr
- Andy Brings – gitarr, bakgrundssång
- Guido "Atomic Steif" Richter – trummor

Bidragande musiker
- Maria Palmigiano – bakgrundssång

Produktion
- Wolf G. Stach – producent, inspelningstekniker
- Oliver Große-Pawig – inspelningstekniker
- René Bonsink – foto